# 웨이스트랜드 3
《웨이스트랜드 3》(Wasteland 3)는 인엑자일 엔터테인먼트가 개발하고 딥 실버가 배급한 2020년 롤플레잉 비디오 게임이다. 《웨이스트랜드》 시리즈 세 번째 작품으로 마이크로소프트 윈도우, 플레이스테이션 4 및 엑스박스 원 플랫폼으로 처음 제작돼 2020년 8월 28일 출시됐다.
먼 미래 종말 후 세계의 얼어붙은 대지 콜로라도주가 무대이다. 전작 《웨이스트랜드 2》의 사건 후 사막 파수꾼이 통치하는 애리조나주가 기반시설의 붕괴로 위기를 맞자, 콜로라도주로부터 구원을 대가로 병력파견을 요구하는 신세력의 요청을 승낙해 해당 지역에서 발생하는 사건과 갈등을 해결하는 이야기를 그렸다.
출시 당시 《웨이스트랜드 3》는 긍정적인 평가를 받았다. 2021년에 유료 확장팩 〈스틸타운의 전투〉와 〈거룩한 폭발의 종교〉 2종이 발매됐다.

## 반응
출시 당시 《웨이스트랜드 3》는 리뷰 애그리게이터 웹사이트 메타크리틱에서 85/100점을 기록해 "대체적으로 긍정적인 평가"를 받았다. 2021년 12월 기준 누적플레이어수는 200만 명 이상이었다.
더 게임 어워즈 2020에서 '최고의 롤플레잉 게임' 부문, 24회 D.I.C.E. 어워즈에서 '올해의 롤플레잉 게임' 부문에 후보로 올랐으나 두 부문 모두 《파이널 판타지 VII 리메이크》가 대신 수상받았다.

### 참조주
1. 1 2  “Wasteland 3 for PC Reviews”. Metacritic. 2020년 10월 15일에 확인함.
2. ↑  “Wasteland 3 for PlayStation 4 Reviews”. Metacritic. 2020년 11월 19일에 확인함.
3. ↑  “Wasteland 3 for Xbox One Reviews”. Metacritic. 2020년 11월 19일에 확인함.
4. ↑  Yin-Poole, Wesley (2020년 8월 26일). “Wasteland 3 review: a devilish satire of post-apocalyptic America”. 《Eurogamer》. 2021년 10월 24일에 확인함.
5. ↑  Tack, Daniel (2020년 8월 27일). “Wasteland 3 Review – A Cold Day In Hell”. 《Game Informer》. 2024년 2월 24일에 원본 문서에서 보존된 문서. 2021년 10월 24일에 확인함.
6. ↑  Faulkner, Jason (2020년 8월 26일). “Wasteland 3 Review”. 《GameRevolution》. 2021년 10월 24일에 확인함.
7. ↑  King, Andrew (2020년 8월 26일). “Wasteland 3 review: "A terrifically executed RPG that rewards player investment"”. 《GamesRadar》. 2021년 10월 24일에 확인함.
8. ↑  Soto, Fran (2020년 8월 27일). “Review: Wasteland 3”. 《Hardcore Gamer》. 2021년 10월 24일에 확인함.
9. ↑  Johnson, Leif (2020년 8월 27일). “Wasteland 3 Review”. 《IGN》. 2021년 10월 24일에 확인함.
10. ↑  Jeuxvideo.com, Journalist (2020년 8월 27일). “Wasteland 3 review”. 《Jeuxvideo.com》. 2021년 10월 24일에 확인함.
11. ↑  Macgregor, Jody (2020년 8월 26일). “Wasteland 3 review”. 《PC Gamer》. 2021년 10월 24일에 확인함.
12. ↑  Lees, Gina (2020년 8월 26일). “Wasteland 3 review – brilliantly bloody”. 《PCGamesN》. 2021년 10월 24일에 확인함.
13. ↑  Ramsey, Robert (2020년 9월 4일). “Wasteland 3 Review (PS4)”. 《Push Square》. 2021년 10월 24일에 확인함.
14. ↑  Hawkins, Josh (2020년 8월 26일). “Wasteland 3 review: One hell of a nuclear payload”. 《Shacknews》. 2021년 10월 24일에 확인함.
15. ↑  Lane, Rick (2020년 9월 3일). “Wasteland 3 review: time to make the post-apocalypse great again?”. 《The Guardian》. 2021년 10월 24일에 확인함.
16. ↑  Boddy, Zachery (2021년 12월 7일). “Wasteland 3 has officially crossed over 2 million players”. 《Windows Central》. 2021년 12월 8일에 확인함.
17. ↑  Tassi, Paul (2020년 12월 11일). “Here's The Game Awards 2020 Winners List with a Near-Total 'Last Of Us' Sweep”. 《Forbes》.
18. ↑  “2021 Awards Category Details Role-Playing Game of the Year”. 《interactive.org》. Academy of Interactive Arts & Sciences. 2023년 12월 1일에 확인함.